# Cyaniris victoria
Cyaniris victoria är en fjärilsart som beskrevs av Swinhoe 1893. Cyaniris victoria ingår i släktet Cyaniris och familjen juvelvingar. Inga underarter finns listade i Catalogue of Life.